# Scaevola neoebudica
Scaevola neoebudica är en tvåhjärtbladig växtart som beskrevs av André Guillaumin. Scaevola neoebudica ingår i släktet Scaevola och familjen Goodeniaceae. Inga underarter finns listade i Catalogue of Life.